# تورتولا
تورتولا (انگلیسی: Tortola) بزرگ‌ترین و پرجمعیت‌ترین جزیره در جزایر ویرجین بریتانیا است که این جزایر بخشی از مجمع‌الجزایر ویرجین را تشکیل می‌دهند. این جزیره با مساحت ۵۵٫۷ کیلومتر مربع، ۲۳٬۹۰۸ نفر جمعیت دارد که ۹٬۴۰۰ نفر در رود تاون سکونت دارند. بالاترین نقطه آن ۵۳۰ متر بالاتر از سطح دریا است.
اگرچه جزایر ویرجین بریتانیا (BVI) تحت پرچم بریتانیا قرار دارند، ولی به دلیل نزدیکی به جزایر ویرجین آمریکا و پورتوریکو و تجارت با این نقاط، از دلار آمریکا به عنوان ارز رسمی خود استفاده می‌کنند. این جزیره منزلگاه بسیاری از شرکت‌های خارجی (شرکت‌های فراساحلی) است که در سراسر جهان تجارت می‌کنند و خدمات مالی فراساحلی)بخش عمده‌ای از اقتصاد این جزیره را تشکیل می‌دهد
در ۶ سپتامبر ۲۰۱۷، جزایر ویرجین بریتانیا به شدت بر اثر توفند ایرما آسیب دیدند که بیشترین میزان آسیب در تورتولا روی داد. گزارش‌های خبری در روزهای بعد وضعیت این جزیره را «ویرانی» توصیف کردند.

## نگارخانه

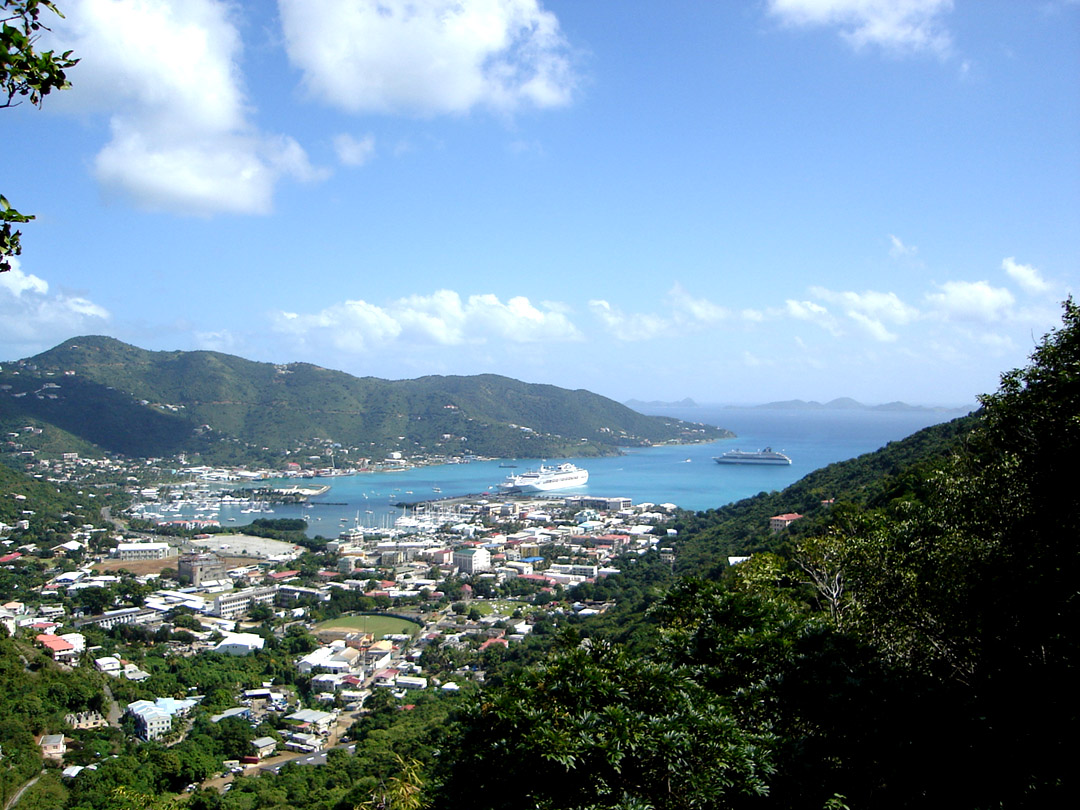
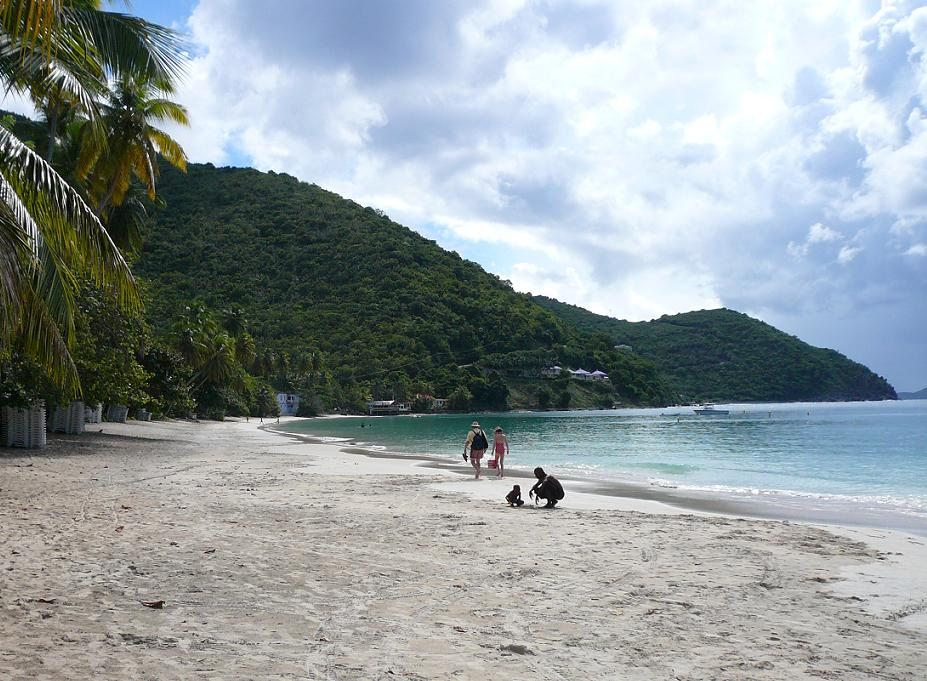
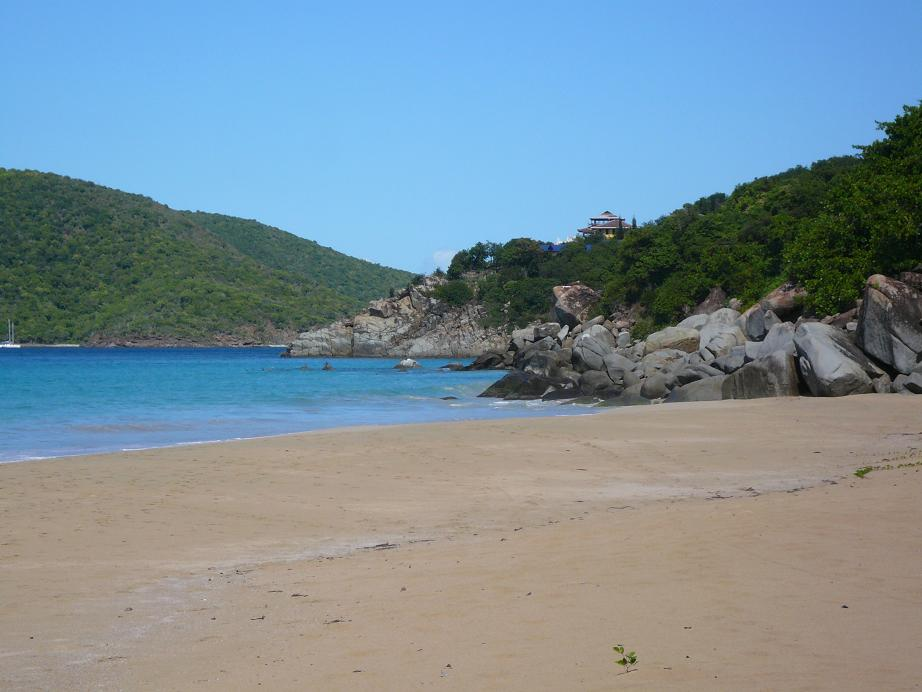
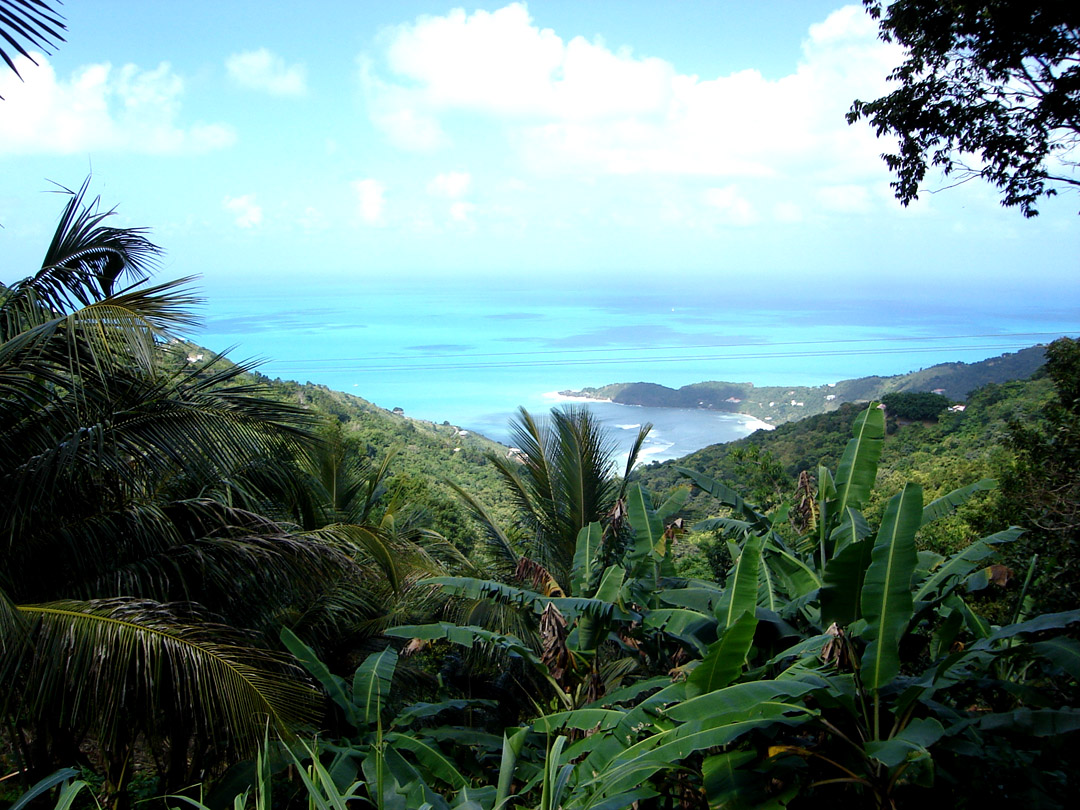
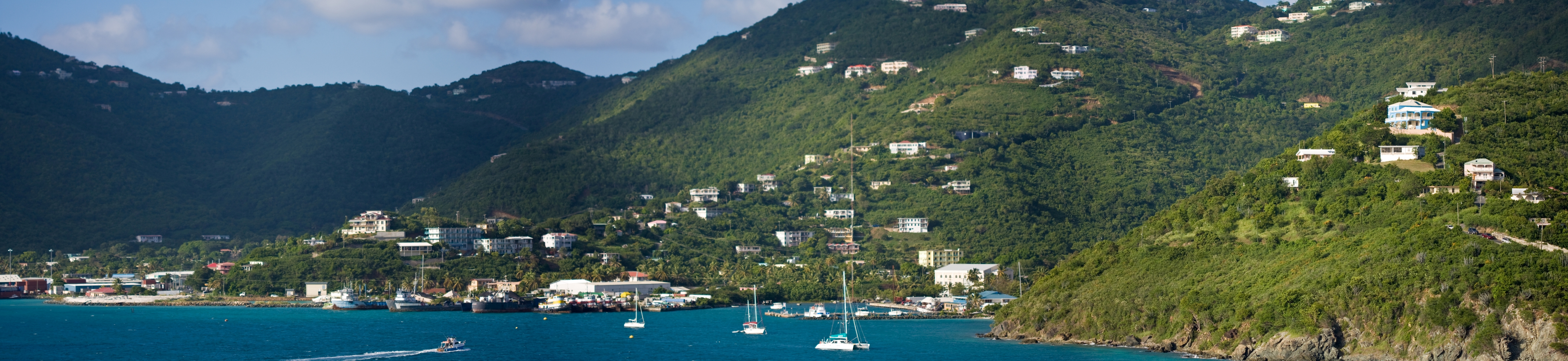
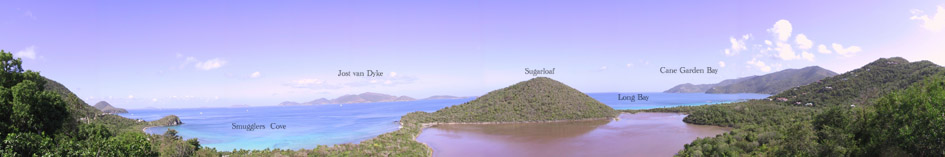